# Pfarrkirche Reisach
Koordinaten: 46° 39′ 4,8″ N, 13° 9′ 3,4″ O

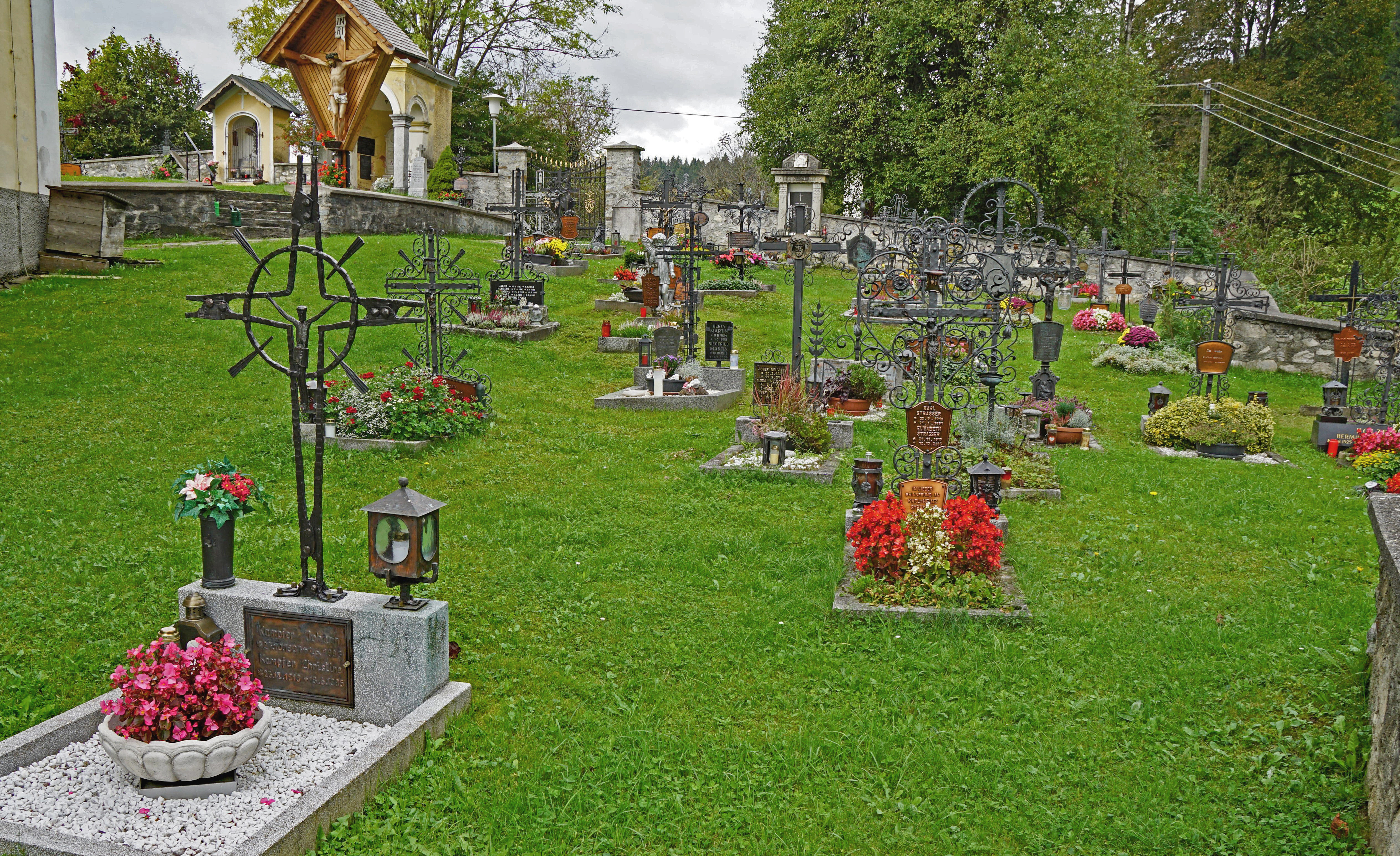
Friedhof

Die Pfarrkirche Reisach in der Ortschaft Reisach der Gemeinde Kirchbach im Gailtal ist den Heiligen Petrus und Paulus geweiht. 1355 wurde Reisach als Vikariat genannt.
Die von einem Friedhof mit Mauer umgebene Kirche steht auf einer Anhöhe über dem Ort. Der spätklassizistischer Bau aus dem Jahre 1850 hat ein vierjochiges Langhaus und einen leicht eingezogenen Chor mit Dreiachtelschluss. Der Turm an der Nordseite mit Mauerschlitzen und rundbogigen Schallfenstern wird von einem im 20. Jahrhundert errichteten Spitzhelm bekrönt. Im Turmerdgeschoß ist ein gotisches Gewölbe vom Vorgängerbau erhalten. Zwischen Turm und Chor befindet sich ein hoher Sakristeianbau. Die Kirchenfassade wird von einem Mäanderfries, Lisenen und Rundbogenfenstern gegliedert. Das Westportal ist mit schlicht verzierten Metallplatten beschlagen.  Das Portalblatt des Vorgängerbaues verschließt jetzt den Zugang zur Totenkammer. 

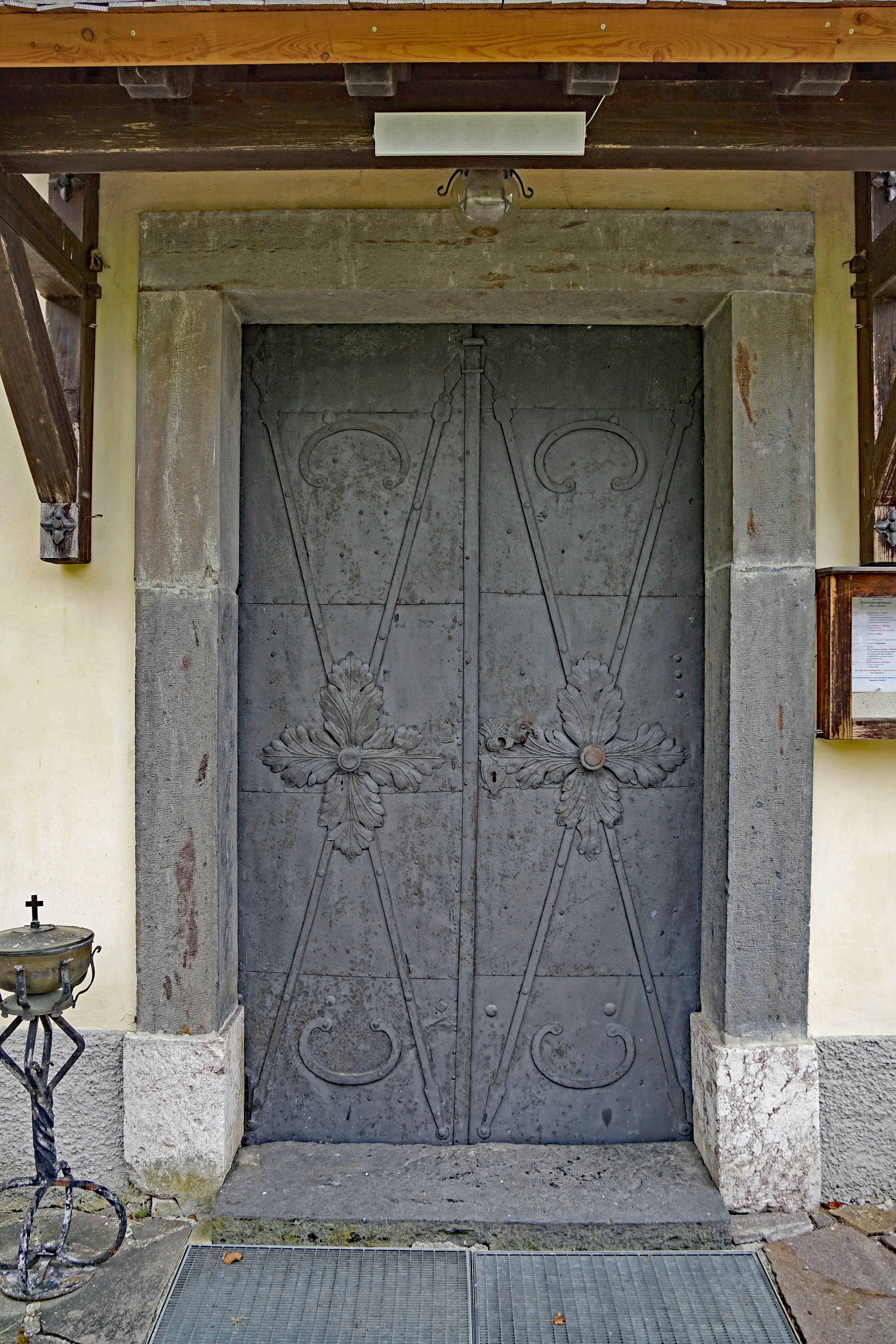
Das Portal
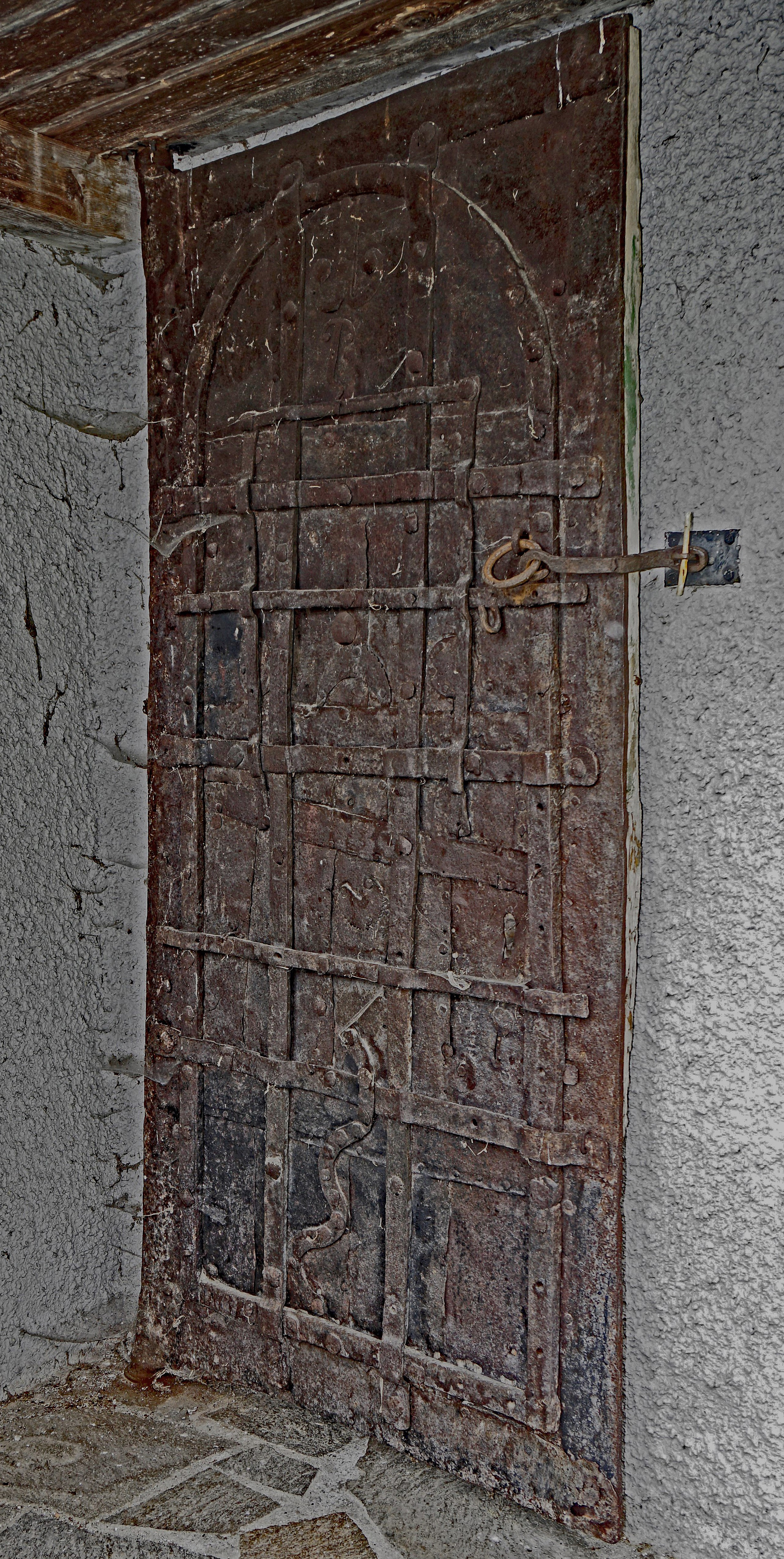
Historisches Portalblatt
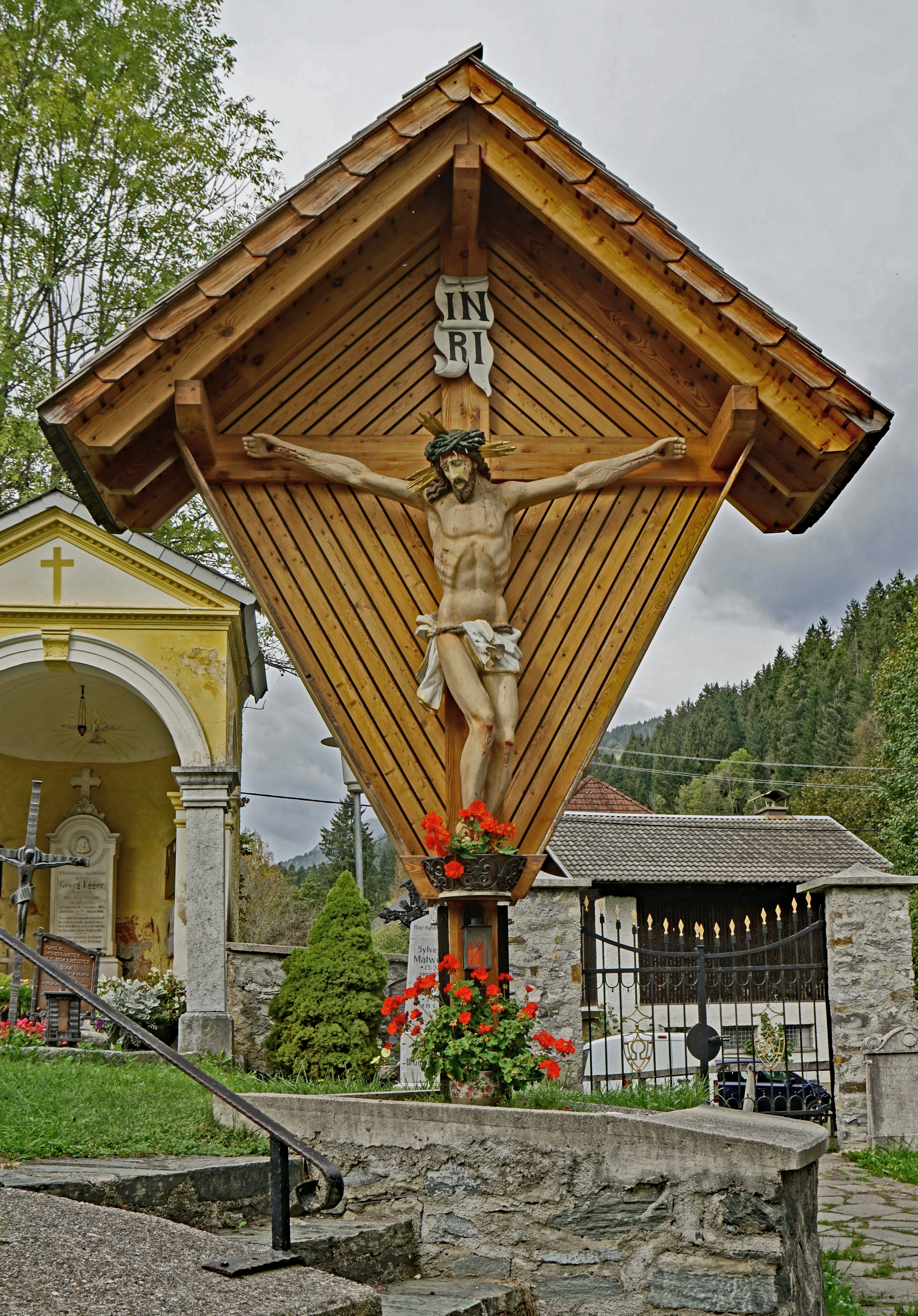
Friedhofskreuz

Im Inneren ruht ein flaches Tonnengewölbe mit Stichkappen auf Pilastern. Das Gewölbe bemalte 1888 Felix Barazzutti mit neobarocker Malerei.

## Einrichtung
Aus derselben Zeit stammen die drei romanisierenden Altäre. Die frühklassizistische Kanzel entstand im ersten Viertel des 19. Jahrhunderts. Die Orgel baute 1856 Josef Grafenauer.